# Passo de Balme
O passo de Balme  é um colo a 2191 m de altitude, no maciço do Monte Branco, sobre a fronteira França-Suíça, entre o vale de Chamonix de lado da França, e o vale de Trient do lado da Suíça.
Encontra-se no percurso da Volta ao Monte Branco que faz quase 170 km e passa pela Alta Saboia na França, Vale de Aosta na Itália, e Valais na Suíça. O colo também é muito frequentado pelos alpinistas que vão ficar ao refúgio Alberto I.
O colo é acessível pelas telecadeiras Charamillon a partir da localidade de Tour, na comuna de Chamonix. 